# Věra Vovsová
Věra Vovsová (11. srpna 1912, Běstvina, Rakousko-Uhersko – 31. srpna 1998, Nasavrky, Česko) byla česká akademická malířka. Většinu svého života strávila ve městě Pardubice, kde našla inspiraci pro mnohé z jejich obrazů. Malovala nejraději květiny, ale také zátiší nebo obrazy z cest. V Nasavrkách namalovala sérii obrazů sadu Kaštanka.

## Životopis
Studovala Učitelský ústav v Chrudimi. Malovat začala pod vedením Ferdinanda Pochobradského. Po absolutoriu studovala malířství na Soukromé malířské škole u Rudolfa Vejrycha a profesora Josefa Šilhavého. Poté dva roky na Soukromé škole výtvarných umění ve Zlíně u sochaře Vincence Makovského a malíře Richarda Wiesnera. Před 2. sv. válkou byla učitelkou. Po narození dcery a poté syna se k profesi učitelky již nevrátila. Od roku 1948 byla členkou Kruhu výtvarných umělkyň v Praze. V roce 1950, kdy byly svazy sloučeny se stala členkou Svazu českých výtvarných umělců v pardubické pobočce. V roce 1990 vstoupila do Unie výtvarných umělců.
Jejím manželem byl hudební pedagog a skladatel František Voves. V roce 1972 se přestěhovala do Nasavrk, kde v roce 1998 zemřela.